# Дихалеври
Дихалеври (на гръцки: Διχαλεύρι) е бивше село в Република Гърция, дем Негуш, област Централна Македония.

## География
Селото е било разположено в източните склонове на планината Каракамен (Вермио), на два километра южно от Хоропан (Стенимахос), около изворите на рекичката Рида.

## История
Според гръцки източници към края на XVIII век селото е гръцкоговорещо. В 1798 година в селото е роден революционерът Димитриос Каратасос. 
Жителите на селото участват активно в Негушкото въстание в 1822 година в четата на Димитриос Каратасос, в която влизат и жителите на съседните села Скотина, Аркудохор, Чорново и Маруша.
На 23 март 2014 година в Дихалеври е открит бюст на Каратасос, поставен от дем Негуш и изработен от негушкия скулптор Никос Константинидис. Откриването е направено от митрополит Пантелеймон Берски и Негушки, кмета на Негуш Анастасиос Карабазос и председателя на община Хоропан Христос Алмадзис. На 4 март 2021 година паметникът е унищожен от вандали.

## Личности
Родени в Дихалеври
- Димитриос Каратасос (1798 - 1861), гръцки революционер

Починали в Дихалеври
- Меркуриос Кирацус (Μερκούριος Κυρατσούς), гръцки андартски деец, четник, убит през 1907 година[5]